# Pristimera grahamii
Pristimera grahamii là một loài thực vật có hoa trong họ Dây gối. Loài này được (Wight) A.C. Sm. miêu tả khoa học đầu tiên năm 1945.